# Silvia Ricci Lempen
 (octobre 2024).
Silvia Ricci Lempen, née le 9 novembre 1951 à Rome, est une journaliste et écrivaine vaudoise.

## Biographie
Italienne de naissance et Suissesse d'adoption, Silvia Ricci Lempen poursuit tout d'abord des études de philosophie aux universités de Rome et de Genève, puis elle devient journaliste. Après avoir été rédactrice en chef de Femmes Suisses, Silvia Ricci Lempen écrit pour différents quotidiens et hebdomadaires, parmi ceux-ci, La Gazette de Lausanne, Le Temps et Domaine public.
Lauréate de nombreux prix, elle publie, en 1991, un premier roman Un homme tragique (Éditions de l'Aire) couronné par le Prix Michel-Dentan et traduit en italien sous le titre Una famiglia perfetta (Iacobelli, 2010).
En 1996, elle reçoit le Prix Schiller pour Le Sentier des éléphants et enfin, en 2001, elle reçoit le Prix Paul Budry pour son roman Avant (Éditions de l'Aire). En 2012, elle publie son premier roman directement écrit en italien, Cara Clarissa, (Iacobelli). Ses trois derniers romans en français sont Une Croisière sur le lac Nasser (Éditions de L’Aire, 2012), Ne neige-t-il pas aussi blanc chaque hiver ? (Éditions d’En bas, 2013) et Les Rêves d'Anna (Éditions d'En bas, 2019), écrit également en italien avec le titre I sogni di Anna (Vita Activa, 2019) pour lequel elle reçoit le Prix suisse de littérature 2021.
Outre ses nombreuses activités journalistiques et littéraires, Silvia Ricci Lempen a publié plusieurs essais, notamment, en 2012, en collaboration avec Martine Chaponnière, Tu vois le genre ? Débats féministes contemporains (Éditions d’En bas). Elle a également travaillé comme relectrice du guide édité sur Lausanne par les éditions Gallimard et a été professeure remplaçante en études genre à l’Université de Lausanne.

## Sources
- Publications de Silvia Ricci Lempen dans le catalogue Helveticat de la Bibliothèque nationale suisse
- « Silvia Ricci Lempen », sur la base de données des personnalités vaudoises sur la plateforme « Patrinum » de la Bibliothèque cantonale et universitaire de Lausanne.
- RERO, Réseau vaudois, Notices d'œuvres de Silvia Ricci Lempen
- Romandie à la découverte d'une terre très littérature, sélection mars 95/mars 96, p. 70
- Anne-Lise Delacrétaz, Daniel Maggetti, Écrivaines et écrivains d'aujourd'hui, (2002)

1. ↑  © Office fédéral de la culture, « Silvia Ricci Lempen », sur www.schweizerkulturpreise.ch (consulté le 18 mai 2021)